# Alan Cantwell
Alan Cantwell (New York, 1934) is een voormalige dermatoloog, en onderzoeker en schrijver van boeken over aids en kanker. Tussen de late jaren zestig en halverwege de jaren tachtig heeft hij veel gepubliceerd over kaposisarcoom en hiv.
De laatste jaren schrijft hij vaak (speculatieve) artikelen over het ontstaan van aids. Volgens hem is aids waarschijnlijk gemaakt door de mens. Hij wijst op een hepatitis B-experiment in New York, eind jaren zeventig, waarbij homoseksuele mannen meerdere doses van een experimenteel vaccin kregen, ontwikkeld in chimpansees. Dit gebeurde in New York Blood Centre, de belangrijkste leverancier van bloed in Amerika. Twee jaar later begon de aidsepidemie. Ook ziet hij een verband met de toename van genetische technologie voor kankeronderzoek in het begin van de jaren zeventig en het ontstaan van allerlei nieuwe ziektes en nieuwe virussen. Hij suggereert, dat hiv misschien een virus is, ontwikkeld om te dienen als biowapen.